# Johann Patkul

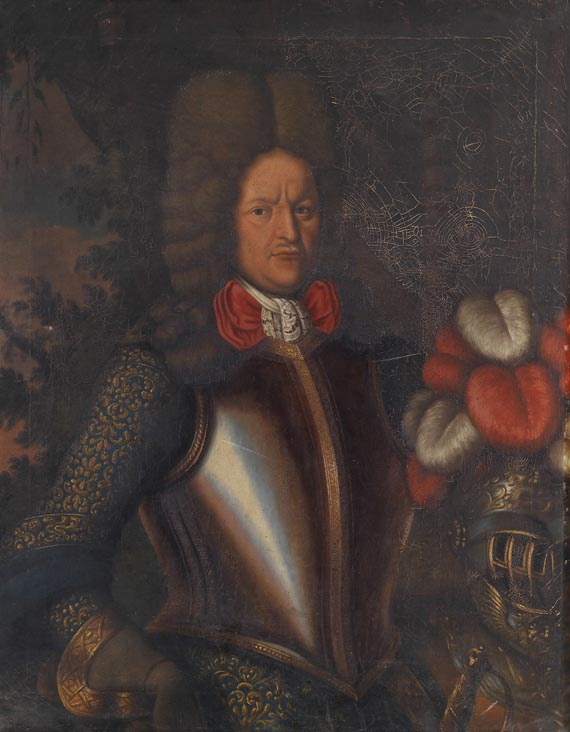

Johann Reinhold Patkul (27 juli 1660 – 10 oktober 1707) was een Lijflandse edelman en diplomaat.

## Levensloop
Patkul werd geboren in een gevangenis te Stockholm, waar zijn vader gevangen zat op verdenking van verraad. Hij ging op jonge leeftijd in het Zweedse leger en werd vervolgens gepromoveerd tot kapitein.
In 1689 als vertegenwoordiger van de Lijflandse landadel werd hij naar koning Karel XI van Zweden gestuurd om te bemiddelen in de grote reductiewet, een wet waarbij de gronden werden herverdeeld en nadelig was voor de grootgrondbezitters, zonder resultaat. Drie jaar later herhaalde hij zijn bemiddelingspoging, maar voelde aan dat hij een brug te ver was geweest en vluchtte naar Zwitserland. Hij werd bij verstek ter dood veroordeeld.
Vier jaar later slaagde hij er in om in dienst te komen bij koning August II van Polen. Zijn ambitie was Lijfland los te wrikken van Zweden. In 1699, door zijn toedoen, werd het Verdrag van Preobrazjenskoje, een samenwerking tussen Denemarken, Rusland, Saksen en Polen, getekend.
In het begin van de Grote Noordse Oorlog (1700-1721) was Patkul de motor tussen de bondgenoten en zo kwam hij in dienstverband van tsaar Peter I van Rusland. Dit viel niet in goede aarde bij August II. Tijdens een diplomatiek bezoek in Dresden in 1705 werd hij gevangengenomen.
Met het Verdrag van Altranstädt (1706) werd Johann Patkul uitgeleverd aan Zweden en alsnog als verrader ter dood veroordeeld. Op 10 oktober 1707 werd hij levend geradbraakt.